# Liste des antirétroviraux du VIH par nom commercial
Un antirétroviral (ARV) est une classe de médicaments utilisés pour le traitement des infections liées aux rétrovirus dont le VIH (virus de l'immunodéficience humaine). Ceux-ci sont généralement désignés par un nom commun qui diffère de leur nom commercial ; dans le cadre des antirétroviraux du VIH, ceux-ci sont généralement utilisés en trithérapie et certains sont proposés commercialement sous forme combinée de deux ou trois antirétroviraux.
Selon une étude clinique dont les résultats ont été publiés le 11 mai 2011, une prise rapide d'antirétroviraux après la transmission du virus d'une personne séropositive à une personne séronégative diminuerait fortement (96 %) le risque de transmission du VIH

## A
- Agénérase : amprénavir (IP)
- Aptivus : tipranavir (IP)
- Atripla : combinaison d'emtricitabine, efavirenz (NRTI) et tenofovir (NtRTI)

## C
- Combivir : combinaison de zidovudine et de lamivudine (NRTI)
- Crixivan : indinavir (IP)

## E
- Emtriva : emtricitabine (NRTI)
- Epivir : lamivudine (NRTI)
- Eviplera : combinaison d'emtricitabine, rilpivirine (NRTI) et tenofovir (NtRTI)

## H
- Hepsera : adefovir (NRTI)
- Hivid : zalcitabine (NRTI)

## I
- Invirase : saquinavir (IP)
- Isentress : Raltégravir (II)
- Intelence : Étravirine (INNTI)

## K
- Kaletra : lopinavir/ritonavir (IP)
- Kivexa : combinaison d'abacavir et lamivudine (NRTI)

## N
- Norvir : ritonavir (IP, booster)

## P
- Prezista : darunavir

## R
- Rescriptor : delavirdine (nNRTI)
- Retrovir : zidovudine (NRTI)
- Reyataz : atazanavir (IP)

## S
- Sustiva (ou Stocrin) : éfavirenz

## T
- Trizivir : combinaison de zidovudine, lamivudine et abacavir (NRTI)
- Truvada : combinaison d'emtricitabine (NRTI) et tenofovir (NtRTI)
- Tivicay : dolutégravir (II)

## V
- Videx : didanosine (NRTI)
- Viracept : nelfinavir (IP)
- Viramune : névirapine (nNRTI)
- Viread : tenofovir (NtRTI)

## Z
- Zerit : stavudine (NRTI)
- Ziagen : abacavir (NRTI)